# Joseph-Philippe Guay
Joseph-Philippe (Phillippe) Guay PC (* 4. Oktober 1915 in Saint-Vital, Winnipeg, Manitoba; † 30. Juli 2001) war ein kanadischer Unternehmer, Kaufmann und Politiker der Liberalen Partei Kanadas, der insgesamt mehr als 22 Jahre Abgeordneter des Unterhauses und Mitglied des Senats sowie zeitweilig Minister war.

## Leben
Guay war nach dem Schulbesuch als Kaufmann sowie Unternehmer tätig und leistete fünf Jahre Wehrdienst in der Royal Canadian Navy. Seine politische Laufbahn begann er in der Kommunalpolitik, als er zwischen 1955 und 1956 Mitglied des Gemeinderates von Saint-Boniface und später von 1960 bis 1968 für vier Wahlzeiten Bürgermeister von Saint-Boniface war.
1957 wurde er von Papst Pius XII. als Ritter in den Gregoriusorden aufgenommen. Anschließend wurde er bei der Unterhauswahl am 25. Juni 1968 als Kandidat der Liberalen Partei erstmals zum Abgeordneten in das Unterhaus gewählt und vertrat in diesem bis zu seinem Mandatsverzicht am 23. März 1978 den Wahlkreis St. Boniface.
Im Dezember 1972 übernahm er sein erstes Regierungsamt und war bis Dezember 1973 Parlamentarischer Sekretär beim Verkehrsminister. Zwischen Januar und Mai 1974 war er erneut Parlamentarischer Sekretär beim Verkehrsminister und später von September 1974 bis September 1975 Parlamentarischer Sekretär beim Minister für regionale wirtschaftliche Expansion.
Im Oktober 1975 wurde Guay Parlamentarischer Geschäftsführer der Fraktion der Liberalen Partei und war als solcher bis 1977 Chief Government Whip im Unterhaus, wobei er zugleich zwischen dem 3. November 1976 und dem 20. April 1977 Minister ohne Geschäftsbereich in der 20. Regierung Kanadas von Premierminister Pierre Trudeau. Nachdem er vom 21. April bis zum 15. September 1977 Staatsminister für Multikulturalismus war, war er zuletzt zwischen dem 16. September 1977 und dem 23. November 1978 Minister für nationale Einkünfte.
Nach seinem Ausscheiden aus dem Unterhaus wurde Guay am 23. März 1978 auf Vorschlag von Premierminister Guay Mitglied des Senats. Diesem gehörte er bis zum Erreichen der verfassungsmäßigen Altersgrenze von 75 Jahren am 4. Oktober 1990 an und vertrat in dieser Zeit den Senatsbezirk St. Boniface.
In dieser Zeit war er unter anderem vom 30. September 1986 bis zum 1. Oktober 1988 Co-Vorsitzender des Gemeinsamen Ständigen Ausschusses des Parlaments von Kanada für die Amtssprachen.